# Pí một lao
Pí một lao là nhạc cụ hơi phổ biến ở vùng Tây Bắc, Việt Nam. Tên nhạc cụ này xuất phát từ tiếng Thái, nhưng ngoài người Thái còn có người Kháng, người La Ha và Khơ Mú sử dụng nhạc cụ này. Pí một lao là ống nứa tép dài từ 70 đến 90 cm, đường kính từ 1,5 đến 2 cm. Nó có 1 đầu bịt mấu kín, ngay sát mấu kín là 1 lỗ hình chữ nhật có cạnh ngắn 1 cm và cạnh dài 2 cm, được bịt kín bằng đầu bát mỏng chứa lưỡi gà tam giác.
Trên thân ống có nhiều lỗ nhưng chỉ sử dụng 5 lỗ để phát ra hàng âm: đô, rê, fa, sol, la. Lỗ đầu tiên nằm sau thân ống còn 5 lỗ kia nằm thẳng hàng với lưỡi gà. Ở đoạn giữa lỗ bấm thứ nhất và lưỡi gà có thêm một lỗ nửa. Lỗ này được phủ bằng 1 màng mỏng lòng nứa, chung quanh lỗ đắp sáp ong thành núm. Khi người ta thổi màng mỏng này sẽ rung lên, tạo ra âm thanh nghe giòn và rè. Pí một lao dùng để đệm cho thầy Mo hát khi cúng chữa bệnh người ốm. Lối hát cúng này gọi là Xên một lao.
Nhạc cụ này còn tên khác là pí lao luông (sáo một lao loại lớn). Người giữ nương rẫy và trẻ con thường này lấy nứa tươi mô phỏng nhạc cụ này để thổi giải trí trong lều canh hoặc trên bãi chăn trâu. Loại pí giải trí này gọi là pí lao nọi (sáo một lao loại nhỏ)...
Pí một lao chỉ dùng trong việc hát cúng ngừa bệnh, rất kiêng thổi trong nhà lúc bình thường. Theo thông lệ, có hai người thổi nhạc cụ này, mỗi người một pí để đệm cho thấy mo hát. Người thổi được gọi là Mo pí (ông Mo thổi Pí).
Cách thổi pí tương tự khi dùng sáo ngang. Họ không ngậm đầu ống pí trong miệng mà thổi vào lỗ nằm cuối thân ống, mỗi tay giữ một bên thân pí và bấm lỗ, đưa hơi chếch thân pí về phía bên tay phải của người thổi.